# 赖斯韦克

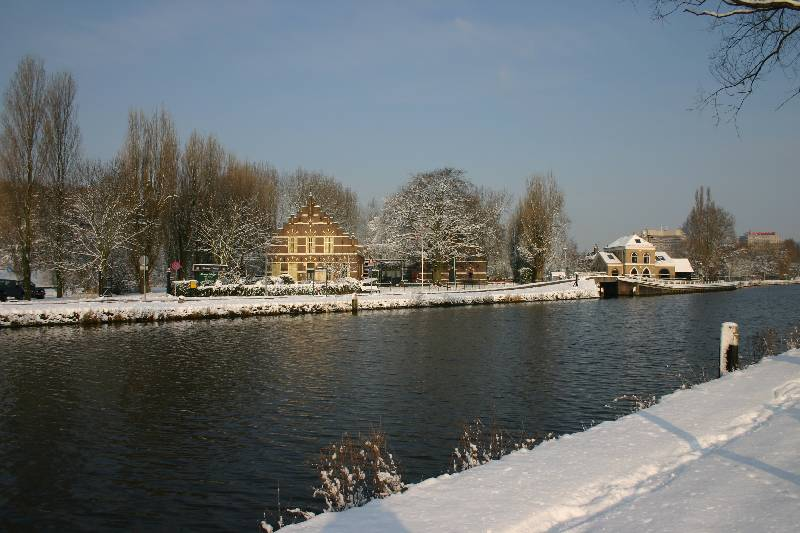
纤道

赖斯韦克（荷蘭語：[ˈrɛisʋɛik] ⓘ）是荷兰南荷兰省的市镇，也是海牙的郊区，2004年人口为47,693，辖区面积14.48平方公里（其中0.43平方公里是水面）。